# Ian Alsop
Ian Clunies Alsop (Wembley,Londres, 14 de junho de 1943) é um ex-ciclista britânico que competiu nos Jogos Olímpicos de 1968, na Cidade do México.